# Râul Borăscu, Jilț
Râul Borăscu este un curs de apă, afluent al râului Jilț. 